# Esbjerg Kommune (1970-2006)
Esbjerg Kommune i Ribe Amt blev dannet ved kommunalreformen i 1970. Ved strukturreformen i 2007 blev den udvidet til den nuværende Esbjerg Kommune ved indlemmelse af Bramming Kommune, Ribe Kommune og den sydlige del af Grimstrup Sogn i Helle Kommune.

## Tidligere kommuner
Esbjerg havde været købstad, men det begreb mistede sin betydning ved kommunalreformen. 3 sognekommuner blev lagt sammen med Esbjerg købstad til Esbjerg Kommune:
| Kommune   | Folketal 1. januar 1970 | Byer                   |
| --------- | ----------------------- | ---------------------- |
| Esbjerg   | 62.568                  | Esbjerg                |
| Guldager  | 9.766                   | Guldager og Ravnsbjerg |
| Sneum     | 445                     |                        |
| Tjæreborg | 2.234                   | Tjæreborg              |
| I alt     | 75.013                  |                        |

Hertil kom Hostrup Sogn. Alslev-Hostrup sognekommune havde 1.591 indbyggere. Alslev Sogn med byen Alslev kom til Varde Kommune.

## Sogne
Esbjerg Kommune bestod af følgende sogne:
- Bryndum Sogn
- Gjesing Sogn
- Grundtvigs Sogn
- Guldager Sogn
- Hjerting Sogn
- Hostrup Sogn
- Jerne Sogn
- Kvaglund Sogn
- Skads Sogn (Skast)
- Sneum Sogn
- Sædden Sogn
- Tjæreborg Sogn
- Treenigheds Sogn
- Vester Nebel Sogn
- Vor Frelsers Sogn
- Zions Sogn

## Politik

### Valg og Mandatfordeling
| 17 |  | 2 | 5 |

| 23 |

| 13 | 2 |  |  | 5 | 3 |

| 20 | 5 |

| 13 |  | 3 |  |  | 4 | 2 |

| 18 | 7 |

| 11 |  | 5 | 2 |  | 4 |  |

| 19 | 6 |

| 13 | 5 | 3 | 4 |

| 17 | 8 |

| 12 | 3 | 3 | 5 | 2 |

| 18 | 7 |

| 9 |  | 2 | 2 | 7 | 4 |

| 18 | 7 |

| 11 |  |  | 11 |  |

| 19 | 6 |

| 9 |  | 3 |  | 11 |

| 19 | 6 |

## Borgmestre
| Navn                  | Parti             | Periode                           |
| --------------------- | ----------------- | --------------------------------- |
| P. Nielsen Kock       |                   | 1. september 1941-14. august 1942 |
| Laurits Høyer-Nielsen | Socialdemokratiet | 7. september 1942 - 1964          |
| Hans Nissen           |                   | 1951-1959                         |
| Henning Rasmussen     | Socialdemokratiet | 1970-1979                         |
| Alfred K. Nielsen     | Socialdemokratiet | 1979-1990                         |
| Flemming Bay-Jensen   | Socialdemokratiet | 1990-1994                         |
| Johnny Søtrup         | Venstre           | 1994-2006                         |

## Rådhus
Esbjerg Kommunes nye rådhus blev opført i 1967-70 på Torvegade 74/Rolfsgade 90. Det er tegnet af Jens Sottrup-Jensen.